# Забара (Винницкая область)
Забара (укр. Забара; до 2016 года — Червоная Трибуновка, укр. Червона Трибунівка) — село на Украине, находится в Хмельникском районе Винницкой области.
Код КОАТУУ — 0521683109. Население по переписи 2001 года составляет 197 человек. Почтовый индекс — 22451. Телефонный код — 4333.
Занимает площадь 5,23 км².

## Адрес местного совета
22400, Винницкая обл., Хмельникский р-н, г. Калиновка, ул. В.Нестерчука, 19